# Bernardo Fernandes da Silva Junior
Bernardo Fernandes da Silva Junior (14 de mayo de 1995), también conocido simplemente como Bernardo,  es un futbolista brasileño que juega como defensa en el TSG 1899 Hoffenheim de la Bundesliga de Alemania. Es hijo del exfutbolista Bernardo Fernandes da Silva.

## Trayectoria
Empezó su carrera futbolística en el Audax São Paulo antes de recalar en las filas del Red Bull Brasil en 2012, pero su debut profesional no llegó hasta el 2014 en el Campeonato Paulista A2. Un año después fue cedido a la A. A. Ponte Preta.
En enero de 2016 fichó por el equipo austriaco del Red Bull Salzburgo de la Bundesliga austriaca. Debutó contra el Admira un mes después y luego fue cedido al F. C. Liefering de la Erste Liga, segunda división más importante de Austria.
En la temporada 2016-17 fichó por el equipo alemán R. B. Leipzig.
En la temporada 2018-19 fichó por el equipo inglés Brighton & Hove Albion. Tras dos temporadas y media en Inglaterra, en enero de 2021 regresó al Red Bull Salzburgo como cedido hasta final de temporada. Tras la misma, continuó jugando en el equipo austriaco tras firmar un contrato de tres años de duración.
En agosto de 2023 terminó su segunda etapa en Salzburgo para volver a Alemania después de unirse al VfL Bochum. En dos años disputó 56 partidos y en junio de 2025 fichó por el TSG 1899 Hoffenheim.

## Estadísticas

### Clubes
Actualizado al último partido disputado el 23 de mayo de 2025.
| Club                                    | Div.          | Temporada     | Liga  | Liga  | Estatal | Estatal | Copas nacionales | Copas nacionales | Copas internacionales | Copas internacionales | Total | Total |
| Club                                    | Div.          | Temporada     | Part. | Goles | Part.   | Goles   | Part.            | Goles            | Part.                 | Goles                 | Part. | Goles |
| --------------------------------------- | ------------- | ------------- | ----- | ----- | ------- | ------- | ---------------- | ---------------- | --------------------- | --------------------- | ----- | ----- |
| Red Bull Brasil · Brasil                | 5.ª           | 2013-14       | 0     | 0     | 3       | 0       | 0                | 0                | ―                     | ―                     | 3     | 0     |
| Red Bull Brasil · Brasil                | 4.ª           | 2014-15       | 3     | 0     | 0       | 0       | 0                | 0                | ―                     | ―                     | 3     | 0     |
| Red Bull Brasil · Brasil                | Total club    | Total club    | 3     | 0     | 3       | 0       | 0                | 0                | 0                     | 0                     | 6     | 0     |
| Red Bull Salzburgo · Austria            | 1.ª           | 2015-16       | 13    | 0     | ―       | ―       | 3                | 0                | ―                     | ―                     | 16    | 0     |
| Red Bull Salzburgo · Austria            | 1.ª           | 2016-17       | 3     | 1     | ―       | ―       | 1                | 1                | 6                     | 1                     | 10    | 3     |
| F. C. Liefering · Austria               | 2.ª           | 2015-16       | 1     | 0     | ―       | ―       | ―                | ―                | ―                     | ―                     | 1     | 0     |
| F. C. Liefering · Austria               | Total club    | Total club    | 1     | 0     | 0       | 0       | 0                | 0                | 0                     | 0                     | 1     | 0     |
| R. B. Leipzig · Alemania                | 1.ª           | 2016-17       | 22    | 1     | ―       | ―       | 1                | 0                | ―                     | ―                     | 23    | 1     |
| R. B. Leipzig · Alemania                | 1.ª           | 2017-18       | 18    | 1     | ―       | ―       | 1                | 0                | 8                     | 0                     | 27    | 1     |
| R. B. Leipzig · Alemania                | Total club    | Total club    | 40    | 2     | 0       | 0       | 2                | 0                | 8                     | 0                     | 50    | 2     |
| Brighton & Hove Albion F. C. Inglaterra | 1.ª           | 2018-19       | 22    | 0     | ―       | ―       | 5                | 0                | ―                     | ―                     | 27    | 0     |
| Brighton & Hove Albion F. C. Inglaterra | 1.ª           | 2019-20       | 14    | 0     | ―       | ―       | 2                | 0                | ―                     | ―                     | 16    | 0     |
| Brighton & Hove Albion F. C. Inglaterra | 1.ª           | 2020-21       | 3     | 0     | ―       | ―       | 4                | 1                | ―                     | ―                     | 7     | 1     |
| Brighton & Hove Albion F. C. Inglaterra | Total club    | Total club    | 39    | 0     | 0       | 0       | 11               | 1                | 0                     | 0                     | 50    | 1     |
| Red Bull Salzburgo · Austria            | 1.ª           | 2020-21       | 14    | 1     | ―       | ―       | 1                | 0                | 0                     | 0                     | 15    | 1     |
| Red Bull Salzburgo · Austria            | 1.ª           | 2021-22       | 19    | 0     | ―       | ―       | 3                | 1                | 3                     | 0                     | 25    | 1     |
| Red Bull Salzburgo · Austria            | 1.ª           | 2022-23       | 18    | 0     | ―       | ―       | 4                | 0                | 5                     | 0                     | 27    | 0     |
| Red Bull Salzburgo · Austria            | Total club    | Total club    | 67    | 2     | 0       | 0       | 12               | 2                | 14                    | 1                     | 93    | 5     |
| VfL Bochum · Alemania                   | 1.ª           | 2023-24       | 33    | 1     | —       | —       | 1                | 0                | —                     | —                     | 34    | 1     |
| VfL Bochum · Alemania                   | 1.ª           | 2024-25       | 22    | 0     | —       | —       | 0                | 0                | —                     | —                     | 22    | 0     |
| VfL Bochum · Alemania                   | Total club    | Total club    | 55    | 1     | 0       | 0       | 1                | 0                | 0                     | 0                     | 56    | 1     |
| Total carrera                           | Total carrera | Total carrera | 205   | 5     | 3       | 0       | 26               | 3                | 22                    | 1                     | 256   | 9     |

## Palmarés

### Títulos nacionales
| Título          | Club               | País    | Año     |
| --------------- | ------------------ | ------- | ------- |
| Bundesliga      | Red Bull Salzburgo | Austria | 2015-16 |
| Copa de Austria | Red Bull Salzburgo | Austria | 2015-16 |
| Copa de Austria | Red Bull Salzburgo | Austria | 2020-21 |
| Bundesliga      | Red Bull Salzburgo | Austria | 2020-21 |
| Bundesliga      | Red Bull Salzburgo | Austria | 2021-22 |
| Copa de Austria | Red Bull Salzburgo | Austria | 2021-22 |
| Bundesliga      | Red Bull Salzburgo | Austria | 2022-23 |